# Gaussia spirituana
Espèce
Statut de conservation UICN

 EN C2a, D : En danger
Gaussia spirituana est une espèce de plantes de la famille des Arecaceae.

## Publication originale
- Revista del Jardin Botánico Nacional 12: 16. 1991[1993].